# Liste der kanadischen Senatoren aus Prince Edward Island
Die Liste der Senatoren Kanadas aus Prince Edward Island zeigt alle ehemaligen und aktuellen Mitglieder des kanadischen Senats aus der Provinz Prince Edward Island. Die Provinz wird durch vier Senatoren vertreten.
Mit der revidierten Fassung des British North America Act von 1915 wurde die Möglichkeit geschaffen, pro senatorische Region zwei zusätzliche Senatoren zu ernennen. Prince Edward Island gehört zur Region der Seeprovinzen, die auch New Brunswick und Nova Scotia umfasst.
Stand: Januar 2016
Legende:

## Amtierende Senatoren
|  | Name          | Partei           | Division             | Ernennung am  | Vorschlag von | Zwingender Rücktritt |
|  | ------------- | ---------------- | -------------------- | ------------- | ------------- | -------------------- |
|  | Percy Downe   | unabhängig (CSG) | Charlottetown        | 26. Juli 2003 | Chretien      | 8. Juli 2029         |
|  | Brian Francis | unabhängig (ISG) | Prince Edward Island | 11. Okt. 2018 | J. Trudeau    | 28. Sep. 2032        |

## Ehemalige Senatoren
|  | Name                       | Partei                  | Division                  | Ernennung am                             | Vorschlag von | Mandatsende                              |
|  | -------------------------- | ----------------------- | ------------------------- | ---------------------------------------- | ------------- | ---------------------------------------- |
|  | Doris Margaret Anderson    | Liberale                | St. Peter’s, Kings County | 21. Sep. 1995                            | Chretien      | 5. Juli 1997                             |
|  | Joseph-Octave Arsenault    | Konservative            | Prince Edward Island      | 18. Feb. 1895                            | Bowell        | 14. Dez. 1897                            |
|  | George Barbour             | Liberale                | Prince                    | 6. Juli 1949                             | Saint-Laurent | 6. Feb. 1962                             |
|  | Lorne Bonnell              | Liberale                | Murray River              | 17. Nov. 1971                            | P. Trudeau    | 4. Jan. 1998                             |
|  | Catherine Callbeck         | Liberale                | Prince Edward Island      | 23. Sep. 1997                            | Chretien      | 25. Juli 2014                            |
|  | Jebediah Carvell           | Konservative            | Charlottetown             | 18. Dez. 1879                            | Macdonald     | 3. Juli 1894                             |
|  | Mike Duffy                 | Unabhängig (ISG)        | Cavendish                 | 2. Jan. 2009                             | Harper        | 26. Mai 2021                             |
|  | Donald Ferguson            | Konservative            | Queen’s                   | 4. Sep. 1893                             | Thompson      | 3. Sep. 1909                             |
|  | Thomas Vincent Grant       | Liberale                | Montague                  | 25. Juni 1949                            | Saint-Laurent | 19. Aug. 1965                            |
|  | Diane Griffin              | unabhängig (CSG)        | Prince Edward Island      | 10. Nov. 2016                            | J. Trudeau    | 17. März 2022                            |
|  | Thomas Heath Haviland      | Konservative            | Prince Edward Island      | 18. Okt. 1873                            | Macdonald     | 1. Juli 1879                             |
|  | Robert Haythorne           | Liberale                | Queen’s                   | 18. Okt. 1873                            | Macdonald     | 7. Mai 1891                              |
|  | George William Howlam      | Liberale                | Alberton                  | 18. Nov. 1873 5. Jan. 1881 25. März 1891 | Macdonald     | 27. Dez. 1880 18. Feb. 1891 1. Feb. 1894 |
|  | Elizabeth Hubley           | Liberale                | Prince Edward Island      | 8. März 2001                             | Chretien      | 8. Sep. 2017                             |
|  | James Joseph Hughes        | Liberale                | King’s                    | 5. Sep. 1925                             | King          | 3. März 1941                             |
|  | Florence Inman             | Liberale                | Murray Harbour            | 28. Juli 1955                            | Saint-Laurent | 31. Mai 1986                             |
|  | Archibald Johnstone        | Liberale                | Prince Edward Island      | 6. März 1998                             | Chretien      | 12. Juni 1999                            |
|  | John Walter Jones          | Liberale                | Queen’s                   | 19. Mai 1953                             | Saint-Laurent | 31. März 1954                            |
|  | Thomas Kickham             | Liberale                | Cardigan                  | 8. Juli 1966                             | Pearson       | 1. Dez. 1974                             |
|  | Creelman MacArthur         | Liberale                | Prince                    | 5. Sep. 1925                             | King          | 27. Dez. 1943                            |
|  | Andrew Archibald Macdonald | Liberal-Konservative    | Charlottetown             | 11. Mai 1891                             | Macdonald     | 21. März 1912                            |
|  | John Alexander Macdonald   | Konservative            | Cardigan                  | 20. Juli 1935                            | Bennett       | 15. Nov. 1948                            |
|  | John J. MacDonald          | Progressiv-Konservative | Queen’s                   | 27. Jan. 1958                            | Diefenbaker   | 20. Apr. 1971                            |
|  | Heath MacQuarrie           | Progressiv-Konservative | Hillsborough              | 3. Okt. 1979                             | Clark         | 18. Sep. 1994                            |
|  | James McIntyre             | Liberale                | Mount Stewart             | 19. Feb. 1943                            | King          | 8. Apr. 1957                             |
|  | John McLean                | Konservative            | Souris                    | 3. Dez. 1915                             | Borden        | 20. Feb. 1936                            |
|  | Donald Montgomery          | Konservative            | Park Corner               | 18. Okt. 1873                            | Macdonald     | 31. Juli 1893                            |
|  | Patrick Charles Murphy     | Konservative            | Tignish                   | 20. Nov. 1912                            | Borden        | 6. März 1925                             |
|  | Melvin Perry               | Liberale                | Prince Edward Island      | 11. Aug. 1999                            | Chretien      | 23. Aug. 2000                            |
|  | Orville Phillips           | Progressiv-Konservative | Prince                    | 5. Feb. 1963                             | Diefenbaker   | 24. März 1999                            |
|  | Benjamin Prowse            | Liberale                | Charlottetown             | 5. März 1911                             | Laurier       | 22. Feb. 1930                            |
|  | Samuel Prowse              | Liberal-Konservative    | King’s                    | 14. Sep. 1889                            | Macdonald     | 14. Jan. 1902                            |
|  | Brewer Waugh Robertson     | Liberale                | Summerside                | 19. Apr. 1945                            | King          | 20. Jan. 1949                            |
|  | James Edwin Robertson      | Liberale                | Prince Edward Island      | 7. Feb. 1902                             | Laurier       | 13. Apr. 1915                            |
|  | Eileen Rossiter            | Progressiv-Konservative | Prince Edward Island      | 11. Nov. 1986                            | Mulroney      | 14. Juli 2004                            |
|  | John Ewen Sinclair         | Liberale                | Queen’s                   | 7. Juli 1930                             | King          | 12. Dez. 1949                            |
|  | John Yeo                   | Liberale                | East Prince               | 19. Nov. 1898                            | Laurier       | 12. Dez. 1924                            |

## Regionale Senatoren der Seeprovinzen
Die nachfolgenden Senatoren wurden gemäß Artikel 26 der Verfassung zu zusätzlichen Vertretern der Seeprovinzen ernannt. Diese Regelung kam bisher nur einmal zur Anwendung.
|  | Name               | Partei                  | Division                | Ernennung am  | Vorschlag von | Mandatsende  |
|  | ------------------ | ----------------------- | ----------------------- | ------------- | ------------- | ------------ |
|  | Michael Forrestall | Konservative            | Dartmouth/Eastern Shore | 27. Sep. 1990 | Mulroney      | 9. Juni 2006 |
|  | James W. Ross      | Progressiv-Konservative | Maritimes Divisional    | 27. Sep. 1990 | Mulroney      | 25. Mai 1993 |